# Burkburnett
Burkburnett is een plaats (city) in de Amerikaanse staat Texas, en valt bestuurlijk gezien onder Wichita County.

## Demografie
Bij de volkstelling in 2000 werd het aantal inwoners vastgesteld op 10.927.
In 2006 is het aantal inwoners door het United States Census Bureau geschat op 10.291, een daling van 636 (-5,8%).

## Geografie
Volgens het United States Census Bureau beslaat de plaats een oppervlakte van
24,6 km², geheel bestaande uit land. Burkburnett ligt op ongeveer 323 m boven zeeniveau.

## Plaatsen in de nabije omgeving
De onderstaande figuur toont nabijgelegen plaatsen in een straal van 20 km rond Burkburnett.